# Gottfried Vockerodt
Gottfried Vockerodt (* 24. September 1665 in Mühlhausen/Thüringen; † 10. Oktober 1727 in Gotha) war ein deutscher Pädagoge.

## Leben
Gottfried war der Sohn des Antoniusmüllers und Ratsherrn Sebastian Vockerodt (1627–1711) und dessen am 31. Mai 1654 verheirateten Frau Judith Stieler, die Tochter des Mühlhausener Ratsherrn Sebastian Stieler. Seine erste Ausbildung erhielt er durch seinen Bruder und Privatlehrer. Mit fünf Jahren wurde er Schüler des Gymnasiums in Mühlhausen, welches er am 23. Juni 1683 mit der Abschiedsrede de scholis valedicendo, mit dem Prädikat summa cum laude, verließ.
Am 18. August 1683 immatrikulierte er sich an der Universität Jena, wo er nach philosophischen Studien am 31. Oktober 1685 den akademischen Grad eines Magister der Philosophie erwarb.
Anschließend hielt er in Jena Vorlesungen, erhielt am 26. November 1689 die Stelle eines Konrektors am Gymnasium in Halle (Saale), wo er seit 1692 die Bekanntschaft von August Hermann Francke machte. Am 24. Juli 1693 wurde er Konrektor am Gymnasium Illustre in Gotha, wo er am 1. Dezember 1694 das Rektorat übernahm und dieses bis 1727 ausübte. In Gotha wurde er ein Wegbereiter des Pietismus und hatte von Seiten der Vertreter der lutherischen Orthodoxie manche Anfeindungen zu ertragen. Seine lebenslang angesammelte Bibliothek wurde nach seinem Tod am 18. Juni 1729 versteigert, wozu ein Übersichtskatalog im Druck erschien.

## Familie
Vockerodt war zwei Mal verheiratet. Seine erste Ehe schloss er am 26. Mai 1691 in Halle (Saale) mit Helena Elisabeth Stützing (* 20. November 1674; † 23. Februar 1699 in Gotha), die Tochter des Ratskammerschreibers und Pfänners in Halle Johann Gotthilf Stützing (1647–1700). Aus jener Ehe stammt ein Sohn und eine Tochter. Die zweite Ehe ging er am 26. April 1700 in Mühlhausen mit Elisabeth Sophie Herzog, der Tochter des Kammerdieners Christian Herzog, ein. Aus der Ehe stammen elf Kinder, von denen sieben Kinder den Vater überlebten. Von den Kindern kennt man:
1. Ehe
- Johann Gotthilf Vockerodt (* 4. März 1693 in Halle (Saale); † 28. Februar 1756 in Berlin), königl. preußischer Geheimrat in Berlin, Adelsstand
- Magdalene Elisabeth Vockerodt verh. 25. Oktober 1718 in Mühlhausen mit dem Advokaten Albrecht Christian Meckbach

2. Ehe
- Johann August Vockerodt (* 1702 in Gotha) wurde Jurist
- Elisabeth Sophie Vockerodt verh. 12. November 1721 mit dem Arzt in Grimma Christian Meusel
- Ludwig Christian Vockerodt  (* 1705 in Gotha; † 22. Oktober 1736 in Brandenburg) 1732 Konrektor in Brandenburg,
- Sophia Maria Vockerodt
- Anton Conrad Vockerodt
- Peter Gottfried Vockerodt
- Christiane Sophia Vockerodt

## Vockerodt und die Musik
Vockerodt war der Ansicht, dass übermäßiger Musikgenuss den Verstand schädige. Nero und Caligula seien infolge ihrer Passion für die Musik zu verkommenen Charakteren geworden. Diese Gedanken Vockerodts riefen unter Musikfreunden große Empörung hervor. Vockerodt vertrat diese Gedanken unter anderem in dem Werk „Mißbrauch der freien Künste“.

## Werke
- Introductio in notitiam Societatum litterariarum. Jena 1687, urn:nbn:de:bvb:12-bsb10644371-5.
- De societatibus et re literaria ante diluvium. Jena 1687, urn:nbn:de:bvb:12-bsb10642717-6.
- De foetura artisiciosa Jacobi, Gen. XXX. 17 seq. Jena 1689.
- Exercitatio acad. de notitia divinarum Scripturarum apud gentiles. Jena 1689, urn:nbn:de:bvb:12-bsb10646062-0.
- Flos Reipublicae Et Temporum Faustitas Cana Tempora Non Sine Infausto Et Lachrymoso Casu Cadentia. Gotha 1694, urn:nbn:de:gbv:3:1-75011.
- Mißbrauch der freien Künste, insonderheit der Music nebst abgenötigter Frage: Was nach D. Luthers und anderer Evangelischen Theologen und Politicorum Meynung von Opern und Comödien zu halten sey, gegen D. Wentzel, Johann Christian Cöbers, und eines Weissenfelsischen Hof-Musicantens Schmähschriften: Ursus saltat und Ursus triumphat, genannt, gründlich und deutlich vorgestellet. Frankfurt 1697, urn:nbn:de:urmel-019da21e-3922-49d1-baf3-0dbb88afb62a9.
- Memoria Viri Clarissimi Georgii Hessi Gothani. Gotha 1697, urn:nbn:de:gbv:3:1-79921.
- Das wiederholte Zeugniß wider die verderbte Music, Opern, Comödien, Carneval. 1698.
- De voluptate concesssa. 1698.
- Aufgedeckter Lust- und Mitteldings-Betrug. 1698.
- Erläuterte Auffdeckung des Betrugs und Aergernisses, so mit denen vorgegebenen Mitteldingen und vergönneten Lust. 1699, urn:nbn:de:bvb:12-bsb10351339-7.
- Sieg der Wahrheit in dem zeitherigen Mitteldings und vergönnten Lust-Streit. Halle 1700, urn:nbn:de:bvb:12-bsb10351340-9.
- Scholae publicae M. F. Quintiliani rationibus defensae. Gotha 1701, urn:nbn:de:bvb:12-bsb10653675-1.
- De disciplina scholastica. Gotha 1702.
- De recta et solida institutione juventutis ad vitae civilis officis etc. Gotha 1703.
- Exercitationes academicae: sive Commentatio de Eruditorum Societatibus, et varia re Litteraria, nec non Philologemata Sacra, auctius & emandatius edita. Gotha 1704, (books.google.de).
- Consultationes de literarum studiis recte et religiose instituendis, nec non de publicarum Scholarum usu, pretio et disciplina sanctiore. Accedit commentatio der vera et falsa eruditione Rechenbergii libellum de studiis academicis. Gotha 1705.
- Exercitationes academicae sive commenttatio deeruditorum societatibus etvaria re literaris. Jena 1687, Gotha 1704, (books.google.de).
- Sermones Panegyrici. Gotha 1705, urn:nbn:de:bvb:12-bsb10401638-3.
- Consultationes de litterarum studiis recte, & religiose instituendis; nec non de publicarum scholarum uso, pretio, & disciplina sanctiore. Gotha 1705, urn:nbn:de:bvb:12-bsb10401637-7.
- Antiqua verae falsaeque eruditionis, pietatis et prudentiae documenta. Gotha 1710, urn:nbn:de:bvb:12-bsb10641559-7.
- Diss. de recta et antiquaeloquentiae maxime latinae ratione, corruprelis praecipuis et harum remediis. Jena 1708.
- Evangelicae veritatis et pietatis doctor antiquus Ephraem Syrus. Gotha 1710, urn:nbn:de:bvb:12-bsb10969981-6.
- Ratio de feriis cerealibus illustris Gymnasii Gothani 1722. Gotha 1722, urn:nbn:de:bvb:12-bsb10969982-2.
- Victoria veritatis evangelicae caesareis mandatis invictissimi Caroli VI. defensae atque propagatae per septentrionem & orientem auspiciis Potentissimi Russorum Imperatoris, & aliorum Europae Principum, decantata fabrefactis numis Christiani Wermuthii, sum renouata praecipui propagandae veritatis administri, B. Jobi Ludolfi, memoria. Gotha 1723, urn:nbn:de:bvb:12-bsb10638093-2.
- Programma quo altera illustris Gymnasii Gothani secularia indicit. Gotha 1724, urn:nbn:de:bvb:12-bsb10638091-1.
- De virando literarum et artium abusu.